# Oposición Tayika Unida
La Oposición Tayika Unida (OTU) fue una coalición política y alianza militar de fuerzas y partidos democráticos, nacionalistas e islamistas, que surgió oficialmente en 1993, después de la fase más violenta de la Guerra Civil Tayika. La OTU luchó contras las fuerzas gubernamentales y procomunistas de Emomali Rahmon, enfrentándose al Frente Popular de Tayikistán.
La Oposición Tayika Unida estaba formada por el Partido del Renacimiento Islámico, el partido "Rastokhez" (Renacimiento), el Partido Democrático de Tayikistán, el Partido de la Unidad del Pueblo y el partido Lali Badakhshan. La OTU logró varios avances exitosos contra el gobierno de Rahmon, presionando para que este comenzara negociaciones. En junio de 1997, se firmó el tratado de paz entre el gobierno y la coalición opositora, poniendo fin al conflicto. 
Tras la firma del tratado, gran parte de las unidades militares de la OTU pasaron a formar parte de las Fuerzas Armadas de Tayikistán, convirtiéndose en algunas de sus unidades con más experiencia.